# 아랍에미리트-이스라엘 협정

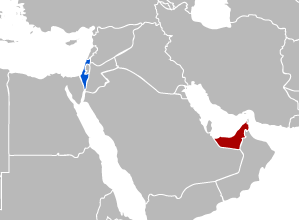
아랍에미리트 (빨강), 이스라엘 (파랑)의 위치

아랍에미리트-이스라엘 협정 또는 아브라함 협정(영어: Abraham Accord)은 2020년 8월 13일 아랍에미리트와 이스라엘 사이에 맺어진 협정이다. 이 협정으로 아랍에미리트는 이스라엘과 평화 협정을 맺은 아랍 국가 중 이집트 (1979년), 요르단 (1994년)에 이은 세 번째 국가가 되었으며, 페르시아만 국가 중에는 처음으로 맺게 되었다.

## 같이 보기
- 캠프 데이비드 협정
- 이집트–이스라엘 평화 조약
- 이스라엘–요르단 평화 조약